# Vladimír Sommer
Vladimír Sommer (ur. 28 lutego 1921 w Dolním Jiřetínie, zm. 8 września 1997 w Pradze) – czeski kompozytor.

## Życiorys
Studiował u Karela Janečka w Konserwatorium Praskim (1942–1946) oraz u Pavla Bořkovca w Akademii Sztuk Scenicznych (1946–1950). Początkowo pracował w praskim radio jako redaktor działu zagranicznego. Od 1953 do 1956 roku pełnił funkcję sekretarza twórczego Związku Kompozytorów Czeskich. W latach 1956–1960 wykładał w Akademii Sztuk Scenicznych. Od 1960 do 1987 roku był wykładowcą Uniwersytetu Karola. W 1960 i 1965 roku otrzymał Nagrodę Państwową.

## Twórczość
Posługiwał się tradycyjną fakturą orkiestralną i pozostał daleki od nowatorstwa. Jego język muzyczny jest ściśle tonalny, ukształtowany pod wpływem twórczości Siergieja Prokofjewa. W dziełach o bardziej ambitnym charakterze wprowadzał elementy tragizmu. Do własnej twórczości podchodził krytycznie, swoje utwory wielokrotnie poprawiał i przerabiał, co powoduje problemy przy ustalaniu dokładnej chronologii ich powstania.

## Wybrane kompozycje
(na podstawie materiałów źródłowych)

### Utwory orkiestrowe
- Koncert skrzypcowy (1950)
- uwertura Antygona (1957)
- Koncert wiolonczelowy (1959)
- Symfonia koncertująca na kwartet smyczkowy i orkiestrę kameralną (1962)
- Koncert fortepianowy (1962)
- suita Princ Bajaja (1970)
- II Symfonia na smyczki, fortepian i perkusję (1977)

### Utwory kameralne
- 3 kwartety smyczkowe (I 1950, II 1957, III 1981)
- Sonata na 2 skrzypiec (1948)
- Sonata na fortepian (1977)

### Utwory wokalno-instrumentalne
- Kantáta o Gottwaldovi na baryton, chór i orkiestrę (1949)
- cykl Je nám dobře na zemi na chór dziecięcy i fortepian lub małą orkiestrę (1955)
- Vokální symfonie na mezzosopran, recytatora, chór i orkiestrę (1958)
- fresk Černý muž na baryton, recytatora i orkiestrę (1969)
- Symfonia da requiem na mezzosopran, chór i orkiestrę (1978)